# Federación Internacional de Judo
La Federación Internacional de Judo (en inglés, International Judo Federation, IJF) es la organización mundial que se dedica a regular las normas del judo a nivel competitivo, así como de celebrar periódicamente competiciones y eventos.

## Historia
La IJF fue fundada en 1951. Actualmente tiene su sede en Lausana (Suiza).
En 1965 se celebró el primer Campeonato Mundial de Judo limitado solo al torneo masculino (el primer Campeonato Mundial para las mujeres se realizó en 1980).
En 1962 el Comité Olímpico Internacional decidió aceptar el judo como parte del programa oficial de los Juegos Olímpicos, haciendo este deporte su aparición oficial en Tokio 1964.

## Eventos
- Campeonato Mundial de Judo

## Organización
La estructura jerárquica de la federación está conformada por el presidente, el secretario general y los vicepresidentes, el Congreso (efectuado cada año), el Cuerpo Ejecutivo y cuatro Comités (el Comité Técnico, el Comité Científico y de Investigación, el Comité Médico y el Comité de Auditoría).
El presidente en funciones (2007) es Marius Vizer de Rumania.

### Presidentes
| N.º | Periodo   | Nombre                | País          |
| --- | --------- | --------------------- | ------------- |
| 1   | 1951-1952 | Aldo Torti            | Italia        |
| 2   | 1952-1965 | Risei Kano            | Japón         |
| 3   | 1965-1979 | Charles Palmer        | Reino Unido   |
| 4   | 1979-1987 | Shigeyoshi Matsumae   | Japón         |
| 5   | 1987-1989 | Sarkis Kaloghlian     | Argentina     |
| 6   | 1989-1991 | Lawrie Hargrave       | Nueva Zelanda |
| 7   | 1991-1995 | Luis Báguena Salvador | España        |
| 8   | 1995-2007 | Yong Sung Park        | Corea del Sur |
| 8   | 2007-     | Marius Vizer          | Rumania       |

### Federaciones continentales
En 2016 la IJF cuenta con la afiliación de 203 federaciones nacionales repartidas en cinco federaciones continentales:
| Nombre                             | Siglas | Sede                      | N.º fed. | Pág. web |
| ---------------------------------- | ------ | ------------------------- | -------- | -------- |
| Unión Africana de Judo             | (AJU)  | Túnez ( Túnez)            | 51       |          |
| Confederación Panamericana de Judo | (CPJ)  | Brasil ( Brasil)          | 41       |          |
| Unión Asiática de Judo             | (JUA)  | Kuwait ( Kuwait)          | 40       |          |
| Unión Europea de Judo              | (EJU)  | Budapest ( Hungría)       | 51       |          |
| Unión de Judo de Oceanía           | (OJU)  | Auckland ( Nueva Zelanda) | 20       |          |

### Federaciones nacionales
| África (AJU) | América (CPJ) | Asia (JUA) | Europa (EJU) | Oceanía (OJU) |
| --- | --- | --- | --- | --- |
| Argelia · Angola · Benín · Botsuana · Burkina Faso · Burundi · Cabo Verde · Camerún · República Centroafricana · Chad · Comoras · República del Congo · República Democrática del Congo · Costa de Marfil · Yibuti · Egipto · Etiopía · Gabón · Ghana · Guinea · Guinea Ecuatorial · Kenia · Libia · Madagascar · Mali · Marruecos · Mauritania · Mauricio · Mozambique · Namibia · Níger · Nigeria · Senegal · Seychelles · Sierra Leona · Somalia · Sudáfrica · Sudán · Tanzania · Togo · Túnez · Uganda · Zambia · Zimbabue | Antigua y Barbuda · Antillas Neerlandesas · Argentina () · Aruba · Bahamas · Barbados · Belice · Bolivia · Brasil · Islas Caimán · Canadá · Chile () · Colombia ( Archivado el 16 de diciembre de 2007 en Wayback Machine.) · Costa Rica · Cuba · Dominica · República Dominicana () · Ecuador · El Salvador · Estados Unidos () · Granada · Guatemala · Guyana · Haití · Honduras · Islas Vírgenes de los Estados Unidos · Islas Vírgenes Británicas · Jamaica · México () · Nicaragua · Panamá · Paraguay · Perú () · Puerto Rico · San Cristóbal y Nieves · San Vicente y las Granadinas · Santa Lucía · Surinam · Trinidad y Tobago · Uruguay · Venezuela () | Arabia Saudita · Bangladés · Camboya · China · Corea del Sur · Corea del Norte · Emiratos Árabes Unidos · Filipinas · Hong Kong · India · Indonesia · Irán · Irak · Japón · Jordania · Kazajistán · Kuwait · Kirguistán · Laos · Líbano · Macao · Malasia · Mongolia · Birmania · Nepal · Pakistán · Palestina · Catar · Singapur · Sri Lanka · Siria · Tailandia · China Taipéi · Tayikistán · Turkmenistán · Uzbekistán · Vietnam · Yemen | Albania · Alemania · Andorra · Armenia · Austria · Azerbaiyán · Bélgica · Bielorrusia · Bosnia y Herzegovina · Bulgaria · Chipre · Croacia · Dinamarca · Eslovaquia · Eslovenia · España () · Estonia · Islas Feroe · Finlandia · Francia · Georgia · Grecia · Hungría · Irlanda · Islandia · Israel · Italia · Kosovo · Liechtenstein · Letonia · Lituania · Luxemburgo · Macedonia del Norte · Malta · Moldavia · Mónaco · Montenegro · Noruega · Países Bajos · Polonia · Portugal · República Checa · Reino Unido · Rumania · Rusia · San Marino · Serbia · Suecia · Suiza · Turquía · Ucrania | Australia · Islas Cook · Fiyi · Guam · Islas Marianas del Norte · Nauru · Niue · Isla Norfolk · Nueva Caledonia · Nueva Zelanda · Papúa Nueva Guinea · Polinesia Francesa · Islas Salomón · Samoa · Samoa Americana · Tonga · Vanuatu |